# アラン・ベイカー (哲学者)
アラン・R・ベイカー（Alan R. Baker）は、アメリカ合衆国の哲学者、ペンシルベニア州スワースモアのスワースモア大学の哲学教授であり、数学の哲学、科学哲学を専門としている。また、かつてはアメリカ合衆国の将棋チャンピオンだったこともり、合衆国の大学における活動中のクラブとしては唯一の将棋クラブの創設者でもある。

## 研究歴
ベイカーは、ケンブリッジ大学に学び、哲学を専攻し、上級の成績で1991年に卒業し、学士号を得た。次いでアメリカ合衆国へ渡り、プリンストン大学の大学院で哲学の修士号を1995年に、博士号を1999年に取得した。博士論文の指導教員は、ポール・ベナセラフとギデオン・ローゼンであった。ザビエル大学の助教授を経て、2003年にスワースモア大学の教員となった。
ベイカーの哲学上の立場は数学的実在論 (mathematical realism) であり、進化生物学の事例を用いながら科学的推論には数学が必要であることを述べている。
2005年には、『ニューヨーク・タイムズ』が、ベイカーが「形而上学と認識論入門 (Introduction to Metaphysics and Epistemology)」の試験に出した問題を、「ポップ・クイズ (pop quiz)」のコラムで取り上げた。

## 将棋
アラン・ベイカーは、1996年から将棋を指すようになり、2014年6月1日付のヨーロッパ将棋連盟（Federation of European Shogi Associations FESA）のランキングでは、29位となった。それ以前の最高位は、2009年1月1日付の19位であった。
2005年、ベイカーはフィラデルフィア郊外のスワースモア大学に将棋クラブを創設したが、これは合衆国では唯一の、大学を単位とする将棋クラブである。

### 主な戦績
- 2008年：第13期合衆国将棋チャンピオン[7]
- 2008年：第4回世界将棋フォーラム個人戦3位（山形県天童市）[8]
- 2009年：イギリス・オープン将棋選手権2位[9]
- 2014年：第6回世界将棋フォーラム個人戦グリープB1位（静岡県静岡市）[10]